# Bernie Voorheis
Bernard Charles Voorheis, detto Bernie (Ogden, 23 marzo 1922 – Spencerport, 14 gennaio 2010), è stato un cestista statunitense, professionista nella NBL.

## Carriera
Dopo aver giocato a livello semiprofessionistico negli Atlas Wreckers, nella parte finale della stagione 1945-1946 ha giocato come professionista in NBL con i Rochester Royals; nel corso delle 8 partite giocate con la squadra non ha segnato nessun punto; ha inoltre giocato anche una partita nei play-off, sempre senza segnare, vincendo però il titolo di campione NBL con la sua squadra.

## Palmarès
- Campione NBL (1946)